# A Poor Man’s Tale of a Patent
A Poor Man’s Tale of a Patent ist eine Kurzgeschichte von Charles Dickens. Die Geschichte erschien zuerst am 19. Oktober 1850 in den Household Words.
Die Geschichte schildert im Wesentlichen die zahlreichen bürokratischen Hindernisse, die ein Erfinder zu dieser Zeit auf sich nehmen muss, um ein Patent zu erlangen. Dickens erzählt die Geschichte aus der Ich-Perspektive des armen Schmieds John, der nach London gereist ist, um ein Patent zu beantragen. Der Erfinder muss insgesamt 35 verschiedene, teils kostspielige, teils absurde und teils arbeitsintensive, Verwaltungsakte durchführen lassen, obwohl niemand sein Patent in Frage stellt oder die Wertigkeit seiner Erfindung bezweifelt.
Die Geschichte steht in engem Zusammenhang mit Dickens eigenen Aktivitäten zur Patentreform; inhaltlich basiert sie zu einem Großteil auf den Schilderungen von Dickens’ Bekanntem Henry Cole. Vermutlich stand sie Modell für die spätere ausführliche Schilderung der Mühen des Erfinders Daniel Doyce in Dickens’ Roman Little Dorrit. Das britische Patentrecht selbst wurde zwei Jahre nach Erstveröffentlichung des Poor Man's mit dem Patent Law Reform Act umfassend modernisiert.